# 臺中快捷巴士公司
臺中快捷巴士股份有限公司（Taichung Rapid Transit Co., Ltd.），簡稱臺中快捷巴士公司、TCRTC，為臺中市政府曾經存在的公營事業，為臺中市快捷巴士營運單位。

## 歷史
- 2012年5月7日，臺中市議會三讀通過《臺中市臺中快捷巴士股份有限公司組織自治條例》，附帶決議：臺中快捷巴士公司成立2年內，由臺中市政府持股百分之百。臺中市政府交通局局長林良泰表示，交通局將儘速成立臺中快捷巴士公司籌備處，最快在本年底前成立臺中快捷巴士公司[1]。
- 2012年5月31日，臺中市政府令，制定發布《臺中市臺中快捷巴士股份有限公司組織自治條例》。
- 2012年10月1日，「臺中快捷巴士股份有限公司」成立，召開董事會通過章程及選出常務董事，並推選臺中市副市長蕭家淇兼任首任董事長[2]。總部地址：臺中市西區民權路101號1樓（與臺中市政府交通局合署辦公）。
- 2013年8月8日，臺中市快捷巴士藍線動工。[3] 臺中快捷巴士公司開始招募司機員、服務員、行控中心人員及維修人員等營運相關人員，並配合快捷巴士建置工程進行測試及點交等事項。
- 2014年6月28日，臺中市快捷巴士由臺中快捷巴士公司、台中客運、統聯客運及巨業交通聯營。
- 2014年7月27日，臺中市快捷巴士藍線通車。[4]
- 2014年12月，林佳龍市府上任，臺中市副市長林陵三兼任臺中快捷巴士公司董事長，臺中市政府副秘書長李賢義兼任臺中快捷巴士公司總經理。
- 2015年7月8日，臺中市快捷巴士系統廢除，臺中市快捷巴士藍線改為臺中市公車300路，但臺中市公車300路營運單位並未包含臺中快捷巴士公司[5]。臺中快捷巴士公司所屬32輛宇通ZK6180HG雙節公車暫時閒置，其下34名駕駛員轉而進行教育訓練。[6]
- 2015年6月23日，臺中快捷巴士公司舉行董事會，通過由前臺北市政府工務局副局長陳嘉欽接任董事長兼總經理。臺中市政府交通局局長王義川說，臺中快捷巴士公司研擬更名為「臺中捷運股份有限公司」，負責經營臺中捷運、iBike、八大汽車轉運站（臺中轉運站、水湳轉運站、豐原轉運站等）及市區觀光公車等業務[7][8]。
- 2015年10月16日，臺中快捷巴士公司所屬宇通ZK6180HG雙節公車開始行駛616路（梧棲─大甲）及617路（梧棲─高鐵台中站）[9]。
- 2016年5月17日，臺中快捷巴士公司召開第二屆第二次董事暨監察人聯席會議，決議通過公司解散，正式進入清算程序，將向臺中市政府提報清理計畫，並將向臺中市政府勞工局提交解僱計畫書。臺中市副市長兼臺中快捷巴士公司代理董事長張光瑤強調，臺中快捷巴士公司清算解散，應優先考量員工權益，優先償付員工薪水及資遣費，或安排員工轉介其他單位任職，並研議加發慰問金作為補償[10]。
- 2016年5月31日，臺中市議會業務質詢，議員朱暖英、楊正中、李榮鴻、江肇國、沈佑蓮、蕭隆澤等人質詢臺中快捷巴士公司解散後員工去向及車輛後續運用計畫。王義川說，臺中快捷巴士公司董事已於5月18日將勞工大量解僱計畫書通知臺中市政府勞工局及57名員工，同時開始進行勞工就業輔導意願調查，並於5月20日起進行勞資協商及提供就業輔導；臺中快捷巴士公司所屬宇通ZK6180HG雙節公車是臺中市政府交通局財產，交通局將公開讓民營客運業者租用[11]。
- 2016年6月3日，林佳龍市府與臺中快捷巴士公司勞工爆發勞資糾紛。[12]6月17日，勞資會議後決議，商定留用臺中快捷巴士公司勞工，並協助轉任臺中捷運公司相關人員。[13]7月5日，王義川率領臺中快捷巴士公司預定轉任至臺中捷運公司的相關人員前往台灣車輛，參訪臺中捷運中運量電聯車製造組裝基地[14]。7月1日，東南客運接駛臺中市公車616路[15]，仁友客運接駛臺中市公車617路[16]。
- 2016年11月18日，臺中快捷巴士公司解散。